# Chlorophorus praetextus
Chlorophorus praetextus là một loài bọ cánh cứng trong họ Cerambycidae.